# Plaza Alonso de Mendoza
La plaza Alonso de Mendoza es una plaza localizada en el centro de la ciudad de La Paz, Bolivia. Se encuentra en el lugar de fundación de la ciudad de La Paz. Alonso de Mendoza fundó la ciudad de La Paz, donde se encuentra la sede de gobierno de Bolivia, por mandato de Pedro de la Gasca en 20 de octubre de 1548 en la localidad de Laja trasladándola tres días después, el 23 de octubre, al sector entonces denominado Churubamba.
La plaza tiene en uno de sus laterales el Museo Tambo Quirquincho y en frente a la iglesia de San Sebastián, la primera en fundarse en la ciudad.

## Historia

### Época prehispánica
El sector en el que se erige actualmente la plaza Alonso de Mendoza era denominado Churubamba, en aimara: campo de caracoles, fue la primera explanada que el español y su comitiva identificaron en el sector.
En los terrenos aledaños el cacique Quirquinchu tenía una residencia en la que se dice llegó a alojarse el fundador.  Igualmente se afirma que el espacio ocupado actualmente por la Iglesia de San Sebastián fue inicialmente una waca sagrada. Ambas aseveraciones son cuestionadas por otros historiadores que cuestionan la existencia del cacique o la ubicación exacta del lugar de fundación.

### Etapa colonial
La comitiva designada para la fundación de la ciudad llegaría a la misma el 23 de octubre de 1548 encontrando un grupo de familias españolas que ya habitaban el sector.
Tras la implementación de la Iglesia de San Sebastián, la plaza asumió ese mismo nombre: Plaza de San Sebastián.
La plaza fue espacio de interacción social de la ciudad de la clase media durante todo el periodo, en ella se desarrollaban actividades comerciales de pequeña escala. Cumplió a su vez funciones cívicas ya que en ella se situó un retrato de Fernando VII de España  y en estandarte real delante del cual los ciudadanos debían jurar obediencia.
Al ser conocida como plaza de los españoles, el espacio fue escenario de bienvenidas y recepciones de virreyes, obispos, corregidores e intendentes de la época  quienes realizaban entradas simbólicas en la ciudad.

#### Primer intento libertario
El 30 de marzo de 1808 se produjo en la plaza el primer intento libertarios cuando un grupo de revolucionarios reunieron a la población en el sitio generando una revuelta, como respuesta el gobernador envió soldados de guarnición para apresar a los cabecillas, la aparición sorpresiva de los soldados hizo sospechar una traición  por lo que  los cabecillas de la revuelta expulsaron de sus filas a Tomás Orrantía y Ramón Ribert.

### Etapa republicana
Tras el establecimiento de la república José María Linares en febrero de 1859 instaló su artillería para vencer a las tropas de Sebastián Agreda.
Durante la etapa republicana se la denominó Alonso de Mendoza en conmemoración al fundador de la ciudad. A inicios del siglo XX se implementaron árboles y se inició la construcción de una fuente, denominada La Fuente de la Paz tallada en Piedra Comanche por Humberto Beltrán.

### SigloXX
Con motivo de un nuevo centenario de la ciudad, la plaza fue remodelada en 1948, ocasión en que se retiró la fuente y se implementó el monumento a Alonso de Mendoza que actualmente la ocupa. El monumento pudo erigirse gracias a de Nemesio Iturri Núñez, Flavio Machicado, Hugo Almaraz, a la fundición en bronce de Toribio Quino.